# Alhama de Almería
Alhama de Almería (o Alhama de Almeria) és una localitat de la província d'Almeria, Andalusia, a la comarca de l'Alpujarra almeriense. L'any 2005 tenia 3.438 habitants. La seva extensió és de 26 km² i té una densitat de 132,2 hab/km². Està situada a una altitud de 520 metres i a 25 kilòmetres de la capital de província, Almeria.
Situada a la vall de l'Andarax, aquest poble ric en aigua és també conegut com Alhama la Seca, o Alhama de Salmerón. Els àrabs consideraven les aigües termals d'Alhama com les més medicinals de la península.

## Demografia
| 1996  | 1998  | 1999  | 2000  | 2001  | 2002  | 2003  | 2004  | 2005  | 2006  |
| ----- | ----- | ----- | ----- | ----- | ----- | ----- | ----- | ----- | ----- |
| 3.104 | 3.111 | 3.124 | 3.165 | 3.201 | 3.241 | 3.253 | 3.319 | 3.438 | 3.522 |